# Mariano Biondi
Mariano Biondi (Barbiano, 1410 circa – Lugo, 1º gennaio 1495) è stato un francescano italiano.
È venerato come beato dalla Chiesa cattolica.

## Biografia

### Vita laicale
Mariano nacque attorno al 1410 a Barbiano; sin dalla giovane età "vestì in Lugo l'abito dei Terziari dell'Ordine".
Visse a Lugo fino alla morte della consorte. Rimasto vedovo decise, "ispirato dalla luce di Dio", di effettuare un pellegrinaggio al Santuario della Verna, dove San Francesco aveva ricevuto le stigmate. 
"Innamoratosi fervidamente della vita del convento e del Signore", decise di trascorrervi tutto il resto della sua vita.

### Vita di convento
Mariano depose l'abito dei Terziari e vestì quello della Prima regola.
Durante la sua permanenza al convento ebbe il dono di diverse visioni e compì numerosi miracoli.
Si spense a più di ottant'anni, il 1º gennaio 1495.